# ردب ضلعي حجابي
الرَّدْبُ الضِّلْعِيُّ الحِجابِيُّ للجَنْبَة (بالإنجليزية: Costodiaphragmatic recess) هو الفراغ المحتمل في التجويف الجنبي، في أقصى خلف التجويف، حيث تقع عند تقاطع من غشاء الجنب الضلعي وغشاء الجنب الحجابي (في الزاوية الضلعية الحجابية). يبلغ طوله حوالي 5  سم عمودياً ويمتد من الضلع الثامن إلى الضلع العاشرعلى طول خط منتصف الإبط.

## وظيفة
تتوسع الرئتان في الردب الضلعي الحجابي أثناء الشهيق القسري؛ ومع ذلك، فإن الرئتان لا تملئان الردب تماماً. أثناء الزفير، لا تمتد أنسجة الرئة داخل الردب، فقط السائل الجنبي.

## الأهمية السريرية
يتجمع الانصباب الجنبي في الردب عند الوقوف.
غالبًا ما يتم إجراء بزل الصدر في الردب بينما يكون المريض في حالة زفير كاملة؛ لخفض خطر ثقب الرئتين وبالتالي التسبب في استرواح الصدر.

### التصوير

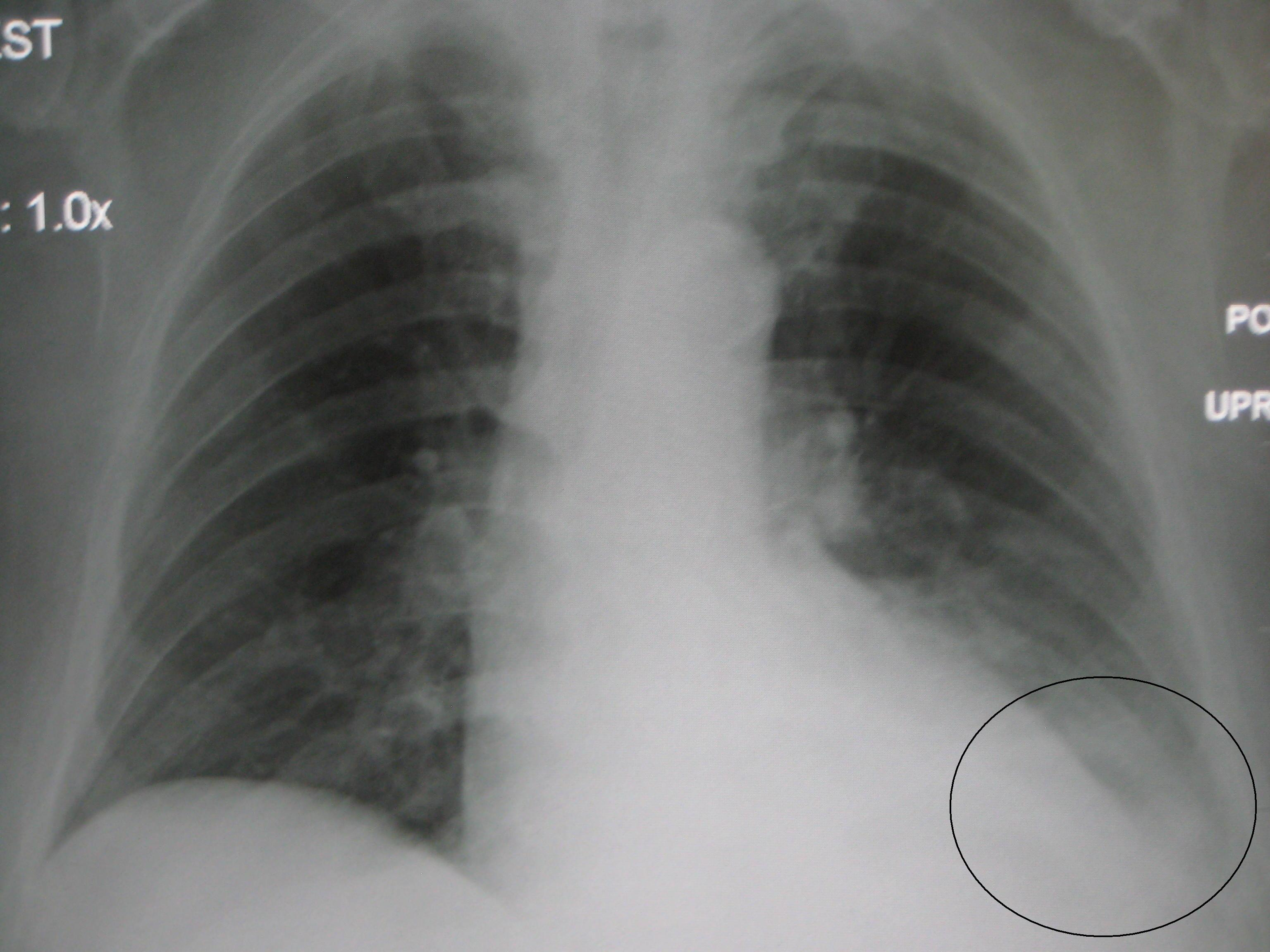
مقارنة بين الزاوية الضلعية الحجابية على يمين المريض، والزاوية الضلعية الحجابية المعتمة (محاطة بدائرة) على يسار المريض، بسبب الالتهاب الرئوي مع انصباب نظير ذات الرئة.

في علم التشريح، الزوايا الضلعية الحجابية هي الأماكن التي يلتقي فيها الحجاب الحاجز بالأضلاع.
يمكن عادةً رؤية كل زاوية من الزوايا الضلعية الحجابية على صورة الأشعة السينية على الصدر على أنها مسافة بادئة مدببة بحدة، حيث تميل إلى النزول (داكنة) بين كل نصف الحجاب الحاجز (أبيض) وجدار الصدر المجاور (أبيض). عادة ما يصل جزء صغير من كل رئة إلى الزاوية الضلعية الحجابية. تبلغ الزاوية الطبيعة عادةً ثلاثين درجة.

### الانصباب الجنبي
مع الانصباب الجنبي، غالبًا ما يتراكم السائل في الزاوية الضلعية الحجابية (بسبب الجاذبية). هذا يمكن أن يدفع الرئة لأعلى، مما يؤدي إلى «كسر حدة» الزاوية. الزاوية الخلفية هي الأعمق. ويدل تغير شكل الزاوية على وجود مرضٍ ما.
الأشعة السينية للصدر هي أول اختبار يتم إجراؤه للتأكد من وجود السائل الجنبي. يجب فحص الأشعة السينية الجانبية الوقوفية عند الاشتباه في حدوث انصباب جنبي. في الأشعة السينية الوقوفية، 75 مل من السوائل كافية لكسر حدة الزاوية الضلعية الحجابية الخلفية. عادة ما يتطلب تغير شكل الزاوية الجانبية حوالي 175 مل ولكن قد يستغرق ما يصل إلى 500 مل. الانصباب الجنبي الأكبر يعتم أجزاء من شق الصدر وقد يتسبب في انسحاب المنصف؛ إذا ما تجاوز الانصباب 4 ليتر قد يسبب عتامة كاملة في شق الصدر واندفاع المنصف إلى الجانب المقابل.[بحاجة لمصدر]

## روابط خارجية
- "Anatomy diagram: 02101.002-1". Roche Lexicon - illustrated navigator. Elsevier. مؤرشف من الأصل في 2014-01-01.
- رسم تخطيطي (السؤال رقم 4 ، البند هـ) نسخة محفوظة 26 يناير 2005 على موقع واي باك مشين.